# Llengua klamath
El klamath ˈklæməθ (també klamath-modoc i històricament lutuami) és un grup de llengua ameríndia del grup penutià dels turons que es va parlar al llac Klamath en el que actualment és l'est d'Oregon i el nord de Califòrnia. Va ser la llengua tradicionalment parlada per les tribus klamaths i modoc, cadascuna de les quals parlava un dialecte d'aquesta llengua. A principis dels 80 només en quedava un parlant, tot i que segons el cens dels Estats Units del 2000 hi havia 134 parlants. El 2003 el darrer parlant nadiu de klamath a Chiloquin (Oregon) tenia 92 anys. El 2006 no hi havia parlants nadius ni de klamath ni de modoc.

## Classificació
Es considera que el klamath–modoc forma una unitat filogenètica vàlida juntament amb altres llengües del grup penutià de l'altiplà. Els defensors de la hipòtesi penutiana consideren que el penutià de l'altiplà estaria al seu torn relacionat amb altres penutianes encara que aquest últim parentiu és considerat dubtós.

## Fonologia
L'inventari consonàntic del klamath-modoc és el següent:
|                    |               | Bilabial | Coronal | Palatal | Velar | Uvular | Glotal |
| ------------------ | ------------- | -------- | ------- | ------- | ----- | ------ | ------ |
| Obstruent no-cont. | simple        | p        | t       | tʃ      | k     | q      |        |
| Obstruent no-cont. | aspirada      | pʰ       | tʰ      | tʃʰ     | kʰ    | qʰ     |        |
| Obstruent no-cont. | Ejectiva      | pʼ       | tʼ      | tʃʼ     | kʼ    | qʼ     | ʔ      |
| Fricativa          | Fricativa     |          | s       |         |       |        | h      |
| Nasal              | sorda         | m        | n       |         |       |        |        |
| Nasal              | sonora        | m̥        | n̥       |         |       |        |        |
| Nasal              | laringalizada | mʼ       | nʼ      |         |       |        |        |
| Aproximant         | sonora        |          | l       | j       | w     |        |        |
| Aproximant         | sorda         |          | l̥       | ȷ̊       | w̥     |        |        |
| Aproximant         | laringalizada |          | lʼ      | jʼ      | wʼ    |        |        |

Les obstruents en klamath-modoc, llevat de /s/ i ʔ, apareixen en triplets de no-aspirada/aspirada/ejectiva. Les tripletes de sonorants són respectivament: sonores, sordes i "laringalitzades", llevat per /h/ i /ʔ/.
La major part de les consonants poden ser geminades. La fricativa /s/ n'és una excepció, i hi ha evidències que suggereixen que això és una conseqüència d'un canvi fonètic recent. Albert Samuel Gatschet registrà la geminada /sː/ a finals del segle xix, encara que cap al 1960 M. A. R. Barker la va registrar consistentment com a no-geminada. En algun moment, després que Gatschet registrés la llengua i abans que Baker fes el mateix, va haver de produir-se el canvi de desgeminació * /sː/ > /s/.

## Gramàtica
L'ordre bàsic de paraules en klamath-modoc és molt lliure i està condicionat bàsicament per factors pragmàtics. No sembla senzill definir de manera clara un sintagma nominal i un subjecte. L'alineament morfosintàctic és de tipus nominatiu-acusatiu i hi ha un sistema de marcatge de cas gramatical diferent per a adjectius i noms. Molts verbs a més requereixen un cas absolutiu. En el verb a més existeixen formes aplicatives i s'usen direccionals.